# 200 베시 스트리트

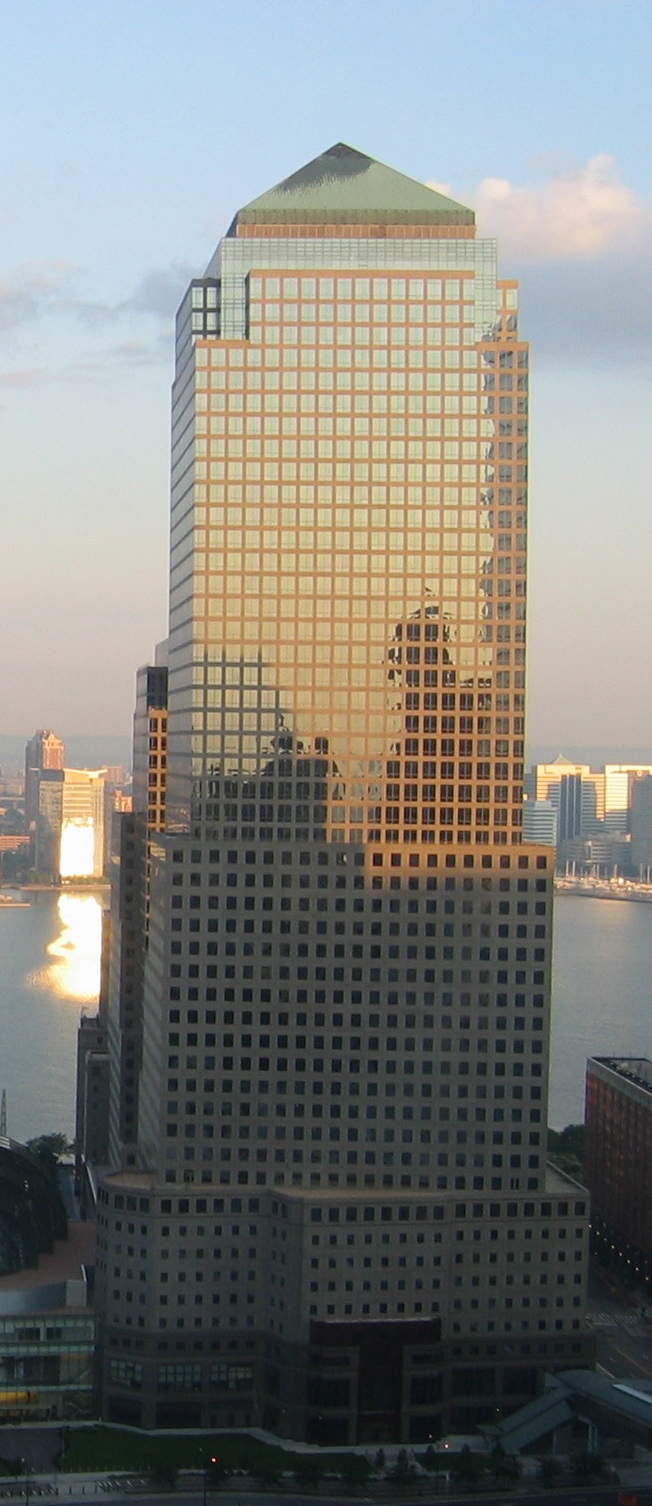
200 리버트 스트리트

200 베시 스트리트(200 Vesey Street) 또는 예전 명칭 스리 월드 파이낸셜 센터(Three World Financial Center)는 미국 뉴욕 로어맨해튼의 마천루이다. 1983년 건설을 시작하여 1985년 완공되어 세계 금융 센터 건물 중 하나로 지어졌다. 2014년 세계 금융 센터가 브룩필드 플레이스로 이름을 바꾸면서 이 건물의 이름도 바뀌었다.

## 같이 보기
- 브룩필드 플레이스 (뉴욕)
- 뉴욕의 마천루 목록
- 미국의 마천루 목록